# Nicole Wallace
Pour les articles homonymes, voir Wallace.
Nicole Alejandra Wallace Del Barrio Martín est une actrice espagnole, née le 22 mars 2002 à Madrid en Espagne.
Elle est notamment connue pour son rôle de Noah dans le film espagnol, À contre-sens sur Prime Video. Elle a aussi interprété le rôle d'Alma dans la série Ni una más, produite par Netflix, sortie en mai 2024.

## Biographie

### Jeunesse et formation
Nicole Wallace naît et grandit à Madrid en Espagne ; son père est américain. Elle grandit en apprenant l'alto et le piano et prend des cours de chant dès son plus jeune âge. Elle pratique également la danse moderne depuis plus de 8 ans. Elle a également une sœur aînée, Chloé, qui est réalisatrice, écrivaine et photographe, qui a réalisé la mini-série de Netflix, Un conte parfait, avec Anna Castillo et Álvaro Mel (es). Nicole Wallace fréquente l'acteur espagnol Fernando Lindez de 2019 à 2020.

### Carrière
En 2018, elle a été choisie pour le personnage de Nora Amalia Grace dans la série Skam España, avec Alba Planas, basée sur la série norvégienne pour adolescents, Skam, qui l'a catapultée au rang de célébrité.
En 2023, elle est à l'affiche du film À contre-sens (My Fault) avec Gabriel Guevara son ancien partenaire de la série Skam España. Il s'agit d'un film d'amour espagnol réalisé par Domingo González (es), basé sur le best-seller du même nom de Mercedes Ron. Sorti le 8 juin 2023, il est devenu un succès international et se classe dans les films les plus visionnés sur Prime Video,. Après le succès fulgurant du film À contre-sens, l'autrice Mercedes Ron a annoncé sur ses réseaux sociaux que les deux prochains films de la trilogie seront tournés prochainement.
En mai 2024, elle fait partie du casting principal de Ni una más, mini-série espagnole Netflix aux cotés de Clara Galle et Gabriel Guevara, basée sur le roman de l'écrivain Miguel Sáez Carral (es), où elle incarne Alma, l'héroïne de la série dénonçant les violences sexuelles, dont la diffusion a eu un grand impact d'abord en Espagne, puis dans le reste de l'Europe.
En 2024, elle reprend le rôle de Noah dans À contre-sens 2, diffusé le 27 décembre 2024 sur Prime Video.
En 2025, elle incarne à nouveau le rôle de Noah dans le dernier film de la trilogie intitulé À contre-sens 3. Le film est prévu en 2025 sur Prime Video.

## Filmographie

### Films
Longs métrages
- 2023 : Vera de Steffy Argelich : Vera
- 2023 : À contre-sens (Culpa mía) de Domingo González (es) : Noah
- 2024 : À contre-sens 2 (Culpa tuya) de Domingo González (es) : Noah
- 2025 : À contre-sens 3 (Culpa nuestra) de Domingo González (es) : Noah

Courts métrages
- 2018 : Post Millennial : Nicole

### Télévision

#### Séries télévisées
- 2018 - 2020 : Skam España : Nora (41 épisodes)
- 2024 : Ni Una Más : Alma (8 épisodes)

## Discographie
| Année | Titre            |
| ----- | ---------------- |
| 2021  | "Bella"          |
| 2021  | "Devuélveme"     |
| 2021  | "Impatient Eyes" |
| 2022  | "Cuídate"        |

## Voix françaises
En France, Lutèce Ragueneau est la voix française de Nicole Wallace dans À contre-sens. Dans Ni una más, elle est doublée par Alexia Papineschi.